# 재닛 쿡
재닛 레슬리 쿡(Janet Leslie Cooke, 1954년 7월 23일 ~)은 미국의 전직 언론인이다. 1981년 《워싱턴 포스트》에 기고한 기사로 퓰리처 상을 수상하였으나, 해당 기사를 조작한 것으로 밝히고 상을 반납하였다. 반납한 상은 수상자로 선정되지 못했던 후보인 테레사 카펜터(Teresa Carpenter)에게 돌아갔다.
재닛 쿡은 미국 오하이오주 털리도의 아프리카계 미국인 중산층 가정에서 태어났다. 1977년 《더 털리도 블레이드》에 입사하였으며 2년 후에 워싱턴 포스트에 입사했다. 쿡은 1980년 9월 28일 워싱턴 포스트에 헤로인 중독자인 가명 "지미"(Jimmy)에 대한 기사를 게재했다. 사내에서 기사의 사실성에 대한 의문이 제기되었음에도 밥 우드워드는 기사를 퓰리처상 특집 기사 부문에 제출하였고, 해당 기사는 1981년 4월 13일에 퓰리쳐 상을 수상했다. 더 털리도 블레이드의 편집자들이 AP에 게시된 퓰리쳐 수상자의 신상을 보고 쿡의 학력 위조 혐의를 워싱턴 포스트 측에 제기하였으며, 사실 확인과 추궁 끝에 쿡은 4월 15일 오전 공개 사과와 함께 워싱턴 포스트에서 사직하였다. 특집 기사 부문은 《빌리지 보이스》에서 도로시 스트래튼 살인사건을 다룬 테레사 카펜터에게 돌아갔다.

## 참고 문헌
- Anderson, William (2004년 11월). “Facts, Fiction, and the Fourth Estate: The 'Washington Post' and 'Jimmy's World'”. 《The American Journal of Economics and Sociology》 (Wiley-Blackwell) 63 (5): 965-986. doi:10.1111/j.1536-7150.2004.00331.x. JSTOR 3488061.

## 같이 보기
- 가짜뉴스